# Agelena choi
Agelena choi là một loài nhện trong họ Agelenidae.
Loài này thuộc chi Agelena. Agelena choi được Kap Yong Paik miêu tả năm 1965.